# サシャ・ネデリコヴィッチ
サシャ・ネデリコヴィッチ（セルビア語: Саша Недељковић, ラテン文字転写: Saša Nedeljković、1967年11月9日 - ）は、セルビア（旧ユーゴスラビア）の元サッカー選手。ポジションはディフェンダー。

## タイトル

### レッドスター・ベオグラード
- ユーゴスラビア・プルヴァ・リーガ：1991-92
- ユーゴスラビア / セルビア・モンテネグロカップ：1992-93
- インターコンチネンタルカップ：1991